# Trivialna literatura
Trivialna literatura je izraz za literarna dela, ki so bila kdaj iz estetskih, moralnih in idejnih razlogov, največkrat pa zgolj zaradi množičnega bralca razvrednotena. Za razliko od elitne literature, kjer je v ospredju interes za umetniško formo, naj bi stregla bralčevim psiho-socialnim potrebam. Starejši sinonimi zanjo so kič, šund, plaža, poljudna literatura, kolportaža, uspešnica, potrošna (Matjaž Kmecl) in uporabna književnost, novejši pa lahka književnost (Andrijan Lah), popularna literatura, žanrska literatura. V drugih jezikih bomo informacijo o trivialni literaturi našli preko angleškega gesla formula fiction (formulaična literatura) in genre fiction (žanrska literatura) ter preko nemškega Trivialliteratur.

## Različna poimenovanja in definicije
Izraz trivialen izhaja iz latinščine; trivium (tripotje, razpotje); trivialis (ki se tiče tripotja), v prenesenem pomenu pomeni pouličen, prostaški, cenen, plehek, obrabljen, navaden, vsakdanji.
V opoziciji do elitne literature, ki je namenjena bralcu z estetskim in kulturnim interesom ter skrbno uravnava razmerje med estetsko, idejno in moralno dimenzijo, ima trivialna literatura poudarjeno razvedrilno funkcijo. Bralca sprošča, zabava, mu pomaga v vsakdanjih psiho-socialnih stiskah, ima skratka uporabno vrednost. Trivialna literatura bralca tolaži, pomirja njegove konflikte z družbo (tudi v obliki konformizma), daje mu zglede za ureditev zasebnega življenja in za ravnanje v javnosti. V ospredju so zgodba, sugestivna občutja in vzdušje. V razmerju do elitne literature, ki jo obravnavamo od avtorja do avtorja (izvirno avtorstvo je dokaz jezikovne in kulturne sposobnosti naroda), trivialno literaturo obravnavamo in klasificiramo glede na njenega bralca.
Svojčas so imeli izrazi za trivialnost v literaturi specifičen pomen. Kič je bil estetsko razvrednotena literatura (npr. ženski roman 19. stoletja zaradi sentimentalnosti in preobloženega sloga), šund ali plaža je označeval besedila, ki so bila estetsko in moralno-idejno problematična, poljudna literatura pa je poimenovanje za estetsko šibko množično produkcijo (npr. v zbirki Slovenske večernice pri Mohorjevi družbi). Pri popularni literaturi gre za množično razširjeno literaturo s sporno idejo ali moralo, pri uspešnicah pa za profesionalno napravljena dela z množičnim konzumom. Ker se moralno-idejni in estetski kriteriji skozi čas spreminjajo, je najbolj nevtralni kriterij za določitev trivialnosti množični bralec. Po načinu distribucije trivialne literature ločimo kolportažo, podlistke, trafikarske serije ter izdaje knjižnih klubov in časopisnih hiš za prodajo v živilskih trgovinah in na bencinskih črpalkah.

## Zgodovina
Pojav trivialne literature sodi v 18. stoletje. Sorazmerno z rastjo mest in porastom mestnega prebivalstva se spremeni tudi način življenja, pride tudi do pojava prostega časa. Z uvedbo obveznega šolstva se v drugi polovici 18. stoletja delež pismenega prebivalstva poveča, s tem pa tudi potencialno bralstvo. Rast mestnega prebivalstva je odraz industralizacije, tehnološkega napredka, ki je pocenil produkcijo knjige. Poleg tega se je povečala tudi kupna moč prebivalstva, kar je pomenilo manj bralcev na izvod knjige in s tem večje naklade. To je bil tudi čas odpiranja knjižnic in ustanavljanja bralskih društev.
Zgodovina trivialne literature je v veliki meri zgodovina trivialnega romana, ki je najpogostejša meščanska literarna zvrst. Liriko zastopa v trivialni literaturi popevka, dramatiko opereta in burka. V epiki so pogoste tudi krajše oblike, npr. črtica, anekdota, šala. Najpogostejši tematiki sta bili ljubezenska in pustolovska.
Ljubezensko tematiko sta v 18. in 19. stoletju zastopali:
- ženski roman (Eugenie Marlitt, Hedwig Courths-Mahler) in
- domačijska ali vaška povest, tudi domačijski roman (Jeremias Gotthelf, Berthold Auerbach, Ludwig Ganghofer, Gustav Frenssen, Ludwig Anzengruber).

Pustolovski del trivialne romaneskne produkcije je bil že v 18. stoletju žanrsko precej razcepljen:
- robinzonade (vrsta kasnejših predelav Daniela Defoeja-med najbolj znanimi je Joachim Heinrich Campe: Robinson der Jüngere),
- viteški roman (Carl Gottlob Cramer, Christian August Valpius, Christian Heinrich Spieß),
- roparski roman/povest (Heinrich Daniel Zschokke),
- grozljivi roman (Horace Walpole, Matthew Gregory Lewis, Hannah Webster Foster, Maria Czartoryska-Wirtenberska),
- roman z divjega zahoda (James Fenimore Cooper, David Crocket, Washington Irwing, Karl May),
- kriminalni roman (François Gayotl, Edgar Allan Poe, Arthur Conan Doyle, Agatha Christie),
- grozljivi roman (William Godwin),
- zgodovinski roman (Walter Scott, Eugene Sue, Edward Bulwer Lytton, Maria Cummins, Lewis Wallace, Luise Mühlbach, Marija Jurić-Zagorka, Margaret Mitchell).

Čistih pustolovskih romanov danes ni več, pustolovščina je dobila natančnejša poimenovanja: krimainalni, divjezahodni, tarzanski ali džungelski, piratski, mafijski, vojni, legionarski, kung-fu, športni romani itd. 20. stoletje je tem žanrom pridružilo še znanstveno fantastiko, katere uvajalec je bil Jules Verne s svojim obsežnim opusom in najmlajši žanr, fantazijsko pripoved.

## Trivialna literatura v slovenščini

### Začetki
Predhodnica trivialne literature so bile ljudske knjige, poljudno slovstvo, knjige za preprosti narod, za ljudstvo, kmete, popularna literatura ipd. Ti izrazi so vsi pomenili priljubljeno, masovno razširjeno zabavno literaturo. Šlo je za zabavnost v smislu kratkočasnosti in v zvezi z vzgojnostjo, kar je bilo večinoma poudarjeno že v podnaslovih večerniških povesti ("v poduk in zabavo"). Ta vrsta literature je bila namenjena bralcu najširšega in najnižjega socialnega sloja, na drugi strani pa je visoka, elitna literatura, namenjena manj številnim izobraženim bralcem. Ta dualizem v slovenski književnosti je znan že iz razsvetjenstva, ko sta obe vrsti literature še lahko obstajali druga poleg druge (Pohlinov in Vodnikov ljudski koncept in Devov elitni), kasneje pa je bilo soobstajanje obeh oteženo (npr. Žiga Zois je dajal prednost ljudski literaturi). Polemike o tem so se zaostrovale v romantiki. Na eni strani sta France Prešeren in Matija Čop s preferiranjem elitne literature, na drugi strani pa Jernej Kopitar, ki se je zavzemal za preprosto ljudsko književnost. Zagovornika različnih literatur za različne družbene sloje je bil Anton Funtek, občasno pa tudi Fran Govekar, ki je močno kritiziral Ivan Cankar (Krpanova kobila, 1906). Po drugi svetovni vojni je bil sprejet kompromis o tem, da literatura ni ne visoka ne nizka, temveč naj bi bila nekaj med enim in drugim konceptom b o tem pa je vseskozi ostajal koncept avtonomne visoke literature za izobražence.
Trivialno literaturo v ožjem pomenu besede predstavlja druga skupina izrazov: kič, šund, kolportaža. Označuje od ljudske različno literaturo in tudi njen vrednostni predznak je izrazito negativen. Iz te skupine izrazov se je prva pojavila beseda trivialno, vendar ne v pomenu posebnega literarnega žanra, temveč kot izraz oblikovalnega spodrsljaja ali enkratnega napačnega literarnega hotenja, torej v pomenu plehko, banalno.

### Vrste in žanri
Slovenci do nedavnega nismo bili pripravljeni priznati obstoja domače množične trivialne literature, to pa zato, ker je bila slovenska literarna produkcija v primerjavi z ostalimi evropskimi skromnejša, s tem pa je bila diferenciacija literature na trivialno in elitno toliko bolj vprašljiva. Razvoj slovenske literature zamuja toliko, da sta v 19. stoletju sovpadla dva tipa literature, ljudska knjiga in kanonizirana, poučna poljudna literatura, na Slovenskem največkrat v obliki mohorjanke. Med produktivnejšimi je bil Andrej Šuster-Drabosnjak, ki je prevedel Lepo Magelono, Žida Ahasverja in ljudsko knjigo o Frideriku Barbarossi. Dobili smo tudi prevod ljudske knige o Genovefi, ki je postala ena najpopularnejših slovenskih knjig vseh časov. Franc Malavašič je iz nemščine priredil Nemškega Pavilha in Lažnjivega Kljukca. Od versko obarvanih knjig je bila uspešna Hoja za Kristusom Tomaža Kempčana z osmimi natisi, Dušna paša Friderika Barage, Zgodbe svetega pisma, Življenja svetnikov. Še drugi kolportažni artikli so bili: zbirke cerkvenih pesmi, molitveniki, romarske knjižice, svetniške legende, zdravilske knjige itd.
V slovenski literaturi se trivialne zvrsti in oblike niso pojavile v istem zaporedju kot v evropski, zato jih je prevzela vzporedno oziroma s slučajno prednostjo ene ali druge, na primer: sledi viteškega in grozlijvega romana je možno najti le v pravljicah. Zgodovine trivialnega se po navadi začnejo z robinzonadami, ki pa so v 19. stoletju že maladinsko berilo. Prvega Robinzona, Cafov prevod Camplejevega Robinzona mlajšega iz češčine, smo dobili leta 1849, 1876 pa je izšel že Parapatov prevod druge priredbe Robinzon starejši, ki je 1921 pri Mohorjevi družbi doživel tretjo izdajo. Posebno žanrsko območje opredeljuje krištofšmidovska literatura (po Christophu Schmidu, nemškemu katoliškemu pisatelju), ki so jo v veliki meri prevajali, nekateri pa so sami ustvarjali v njegovem značilnem stilu. Krištofšmidovsko literaturo bi lahko deli na tri podtipe: ženskosvetniško (Genovefa, Zveličana Hildegarda) oziroma dekliškovzgojno povest (Nedolžnost preganjana in poveličana, Roza Jelodvorska), najdensko povest (Najdenček ali pravični se tudi živine usmili) in družinsko povest (Janez Cigler: Sreča v nesreči). Leta 1853 pride k nam prevedno delo Stric Tomova koča ali življenje zamorcov v robnih deržavah Severne Amerike, ki nam postreže s prostorom ameriške tematike. Kasneje sledi velik razcvet divjezahodne povesti in izseljenseke povesti, v katerih se kaže izrazito odklonilen slovenski odnos do izseljevanja v Ameriko. Roparsko povest smo glede na Evropo prebirali skoraj s stoletno zamudo. Na naših tleh se je veliko pisalo o rokovnjaških junaštvih, katera so vznemirila tudi druge evropske pisce.  Motiv ropa in brodoloma na morju je vzpodbudil nastanek pomorske ali piratske povesti, najbolj znana je: Ignacij Hladnik: Na valovih južnega morja. Začetek zgodovinske povesti sodi v leto 1859, ko je izšel Mlinarjev Janez ali uplemenitba Teharčanov, v katerem je prepoznavna shema ljubezensko-pustolovsega žanra. Drugi tip pustolovske zgodovinske povesti pa bi zaradi prevladujoče tematike lahko poimenovali turška povest (Josip Jurčič: Jurij Kozjak). Med vsemi je zgodovinska povest najpopularnejši žanr na Slovenskem. V mohorjanski vaški večerniški povesti je pogosta tudi kriminalna tema, večinski del povesti se je tako posvečal razrešitvi zločina, vendar pa ta dela niso kriminalke ali detektivke v pravem pomenu besede. Leta 1874 je Jakob Alešovec začel objavljati v Ljubljanskem listu zgodbe pod skupnim naslovom Iz sodnjiskega življenja, v katerih vidi Matjaž Kmecl začetek slovenske kriminalke. Znanstvena fantastika se je na Slovenskem pojavila leta 1878, ko je Davorin Hostnik s petletno zamudo prevedel Vernov roman V osemdesetih dneh okoli sveta. Najmlajši pustolovski žanr na Slovenskem je fantazijska povest, ki se je pojavila v 20. stoletju.
Druga polovica  trivialne literature (tista z ljubezensko tematiko) je manj difrerenciriana kot pustolovska. Kmečka povest se je na Slovenskem začela s hribovsko (alpsko ali tudi lovsko) varianto. V 80. in 90. letih 19. stoletja je pri Mohorjevi družbi izhajalo največ trivialne kmečke povesti, ki pa se že izogiba ljubezenskemu čustvu in se v večji meri posveča narodnogospodarskemu programu. Podtip vaške povesti je idila, ki prikazuje odraz urejenih gospodarskih razmer in se veže tudi z drugimi žanri, s kriminalno, vojaško, grozljivo povestjo. Najpogostejši tip ljubezenske povesti na Slovenskem je ženski roman. Glavna oseba je meščanska ženska, ki spominja na lik Pepelke, zapletena v ljubezenski trikotnik, in tudi avtorice teh povesti oziroma romanov so večinoma ženske (Luiza Pesjak: Beatin dnevnik, Pavlina Pajkova: Odlomki ženskega dnevnika, Mačeha, Judita, Dušne borbe).
Poleg "moških" in "ženskih" trivialnih zvrsti obstajata tudi političnopropagandna in komična literatura. Obe vrsti pisanja sta večkrat tesno povezani, saj je smešenje glavno sredstvo za spopad z nasprotnikovim političnim prepričanjem ali ravnanjem. Med trivialno literaturo ju uvršča njuna neestetska, uporabnostna funkcija. Prvi pamfletist na Slovenskem je bil Jakob Alešovec, urednik prvega slovenskega humorističnega časopisa daljšega obdobja Brencelj.

### Pogled na trivialno literaturo danes
Kriteriji, na podlagi katerih so nekdaj ostro ločevali med elitno in trivialno literaturo, danes večinoma ne veljajo več. V obdobju postmoderne se je veliko prispevalo k brisanju razlik med njima. Tudi trivialna literatura si je poleg visoke, kanonizirane literature utrla pot tako v literarno vedo kot tudi v šolske klopi. Kajti postopoma se je utrdila zavest, da ljubezenske uspešnice, kriminalke, doktor romani in znanstvena fantastika povečini močneje in usodneje zaznamujejo in usmerjajo življenja učencev in dijakov kot kanoniziran avtorji svetovne in domače književnosti, ki jih obravnavajo pri književnem pouku in jih imajo za obvezno domače berilo. Ker naj bi bilo v današnjih časih branje književnosti rekrativna, zabavna in razvedrilna dejavnost, ki naj bi popestrila naš vsakdanjik, ločevanje med lahko, trivialno in resnobno, elitno književnostjo, ni več potrebno. Nenazadnje obe, vsaka za svoj krog bralcev, opravljata podobno funkcijo.

### Sodobni avtorji
- Žarko Petan: Poloneza
- Karolina Kolmanič: Klanec viničarke Ane, Vračam vam soproga, Pozno poletje
- Zlata Volarič: Ranjeni orel, Bil je prvi pomladni dan, Suhec in debeluh, Odpihnjeno z vetrom, Koraki v krogu, Smeh v solzah
- Franc Puncer: Časovna vrv, Wemarus, Opna
- Ladislav Črnologar: Sabotaža, Voluharji, Sla po strahu, Logarjeva skrivnost
- Željko Kozinc: Lovci na Rembrandta, Mišnica inšpektorja Kosa
- Franček Rudolf: Rdečalaska v zrelem žitu, Parnik Jesenice-Trbovlje
- Goran Gluvić: Tri smrti v Ljubljani, Steza v pekel, Med dvema ognjema, Mali diktator
- Igor Karlovšek: Bazen, Redoljub, Navzdol in naprej, Klan, Polnočna loža
- Maja Novak: Izza kongresa ali umor v teritorialnih vodah, Zarka, Cimre
- Bogdan Novak: zbirka Zvesti prijatelji, saga Lipa zelenela je, Puščica, Zaljubljeni vampir
- Maša Modic: zbirka V objemu ljubezni, zbirka Skrivnostna igra usode
- Romana Berni: Poredni dekleti, Zmaga srca, Zmota, Ljubezen ni le besede, Vsiljivka Lina, Ljubim te, Skrivnostno dekle, Povej mi, Silvija, Poroka iz maščevanja, Stava (vse pri Založbi Genija)
- Darja Hočevar (tudi pod psevdonimom Stella Norris): Grenko spoznanje, Skrivnostno izginotje, Ljubezen na meji, Ranjeno srce, Noč in megla, Ljubezen z neznanko, Ljubezen ne umre, Temna slutnja, Noro zaljubljena (vse pri Založbi Genija)